# Recopa Árabe 1994
La Recopa Árabe 1994 fue la quinta edición de este torneo de fútbol a nivel de clubes del Mundo Árabe organizado por la UAFA y que contó con la participación de 8 equipos campeones de copa de sus respectivos países en la primera edición que tenía una ronda clasificatoria.
Al-Ahly SC de Egipto venció a Al-Shabab FC de Arabia Saudita en la final jugada en El Cairo, Egipto para ganar el título por primera vez.

## Eliminatoria

### Área del Golfo
Al-Arabi de Catar y Qadsia SC de Kuwait clasificaron eliminando al Muharraq Club de Baréin.

### Mar Rojo
Al-Shabab FC de Arabia Saudita eliminó a Al-Ahli San'a de Yemen y Al-Bourg de Líbano.

### Región Este
Al-Faisaly de Jordania y Shabab Rafah de Palestina eliminaron a Al-Zawra de Irak.

### África del Norte
| Equipo 1 | Agr. | Equipo 2      | Ida | Vuelta |
| -------- | ---- | ------------- | --- | ------ |
| AS Marsa | 4-2  | AS Aïn M'lila | 4-0 | 0-2    |

## Fase de grupos
Todos los partidos se jugaron en el Estadio Internacional de El Cairo.

### Grupo A
| Club       | J | G | E | P | GF | GC | GD | Pts |
| ---------- | - | - | - | - | -- | -- | -- | --- |
| Al-Ahly    | 3 | 3 | 0 | 0 | 6  | 1  | +5 | 6   |
| AS Marsa   | 3 | 1 | 1 | 1 | 7  | 4  | +3 | 3   |
| Al-Arabi   | 3 | 1 | 1 | 1 | 2  | 4  | -2 | 3   |
| Al-Faisaly | 3 | 0 | 0 | 3 | 1  | 7  | -6 | 0   |

| Equipo 1   | Resultado | Equipo 2   |
| ---------- | --------- | ---------- |
| AS Marsa   | 1-1       | Al-Arabi   |
| Al-Ahly SC | 1-0       | Al-Faisaly |
| Al-Faisaly | 0-1       | Al-Arabi   |
| Al-Ahly SC | 2-1       | AS Marsa   |
| AS Marsa   | 5-1       | Al-Faisaly |
| Al-Arabi   | 0-3       | Al-Ahly SC |

### Grupo B
| Club          | J | G | E | P | GF | GC | GD  | Pts |
| ------------- | - | - | - | - | -- | -- | --- | --- |
| Al-Shabab     | 3 | 3 | 0 | 0 | 4  | 0  | +4  | 6   |
| CO Casablanca | 3 | 2 | 0 | 1 | 9  | 4  | +5  | 4   |
| Qadsia SC     | 3 | 1 | 0 | 2 | 6  | 5  | +1  | 2   |
| Shabab Rafah  | 3 | 0 | 0 | 3 | 1  | 11 | -10 | 0   |

| Equipo 1      | Resultado | Equipo 2      |
| ------------- | --------- | ------------- |
| Shabab Rafah  | 1-5       | CO Casablanca |
| Al-Shabab FC  | 1-0       | Qadsia SC     |
| Qadsia SC     | 4-0       | Shabab Rafah  |
| CO Casablanca | 0-1       | Al-Shabab FC  |
| Al-Shabab FC  | 2-0       | Shabab Rafah  |
| CO Casablanca | 4-2       | Qadsia SC     |

## Fase final

### Semifinales
| 17 de marzo de 1995 | Al-Ahly                            | 3-2 (t. s.) | CO Casablanca             | Cairo International Stadium, El Cairo, Egipto |  |
|                     | Hanafy 21' 55' · Salah El-Din 111' |             | Sellami 33' · Balagha 78' |                                               |  |

| 17 de marzo de 1995 | Al-Shabab            | 2-0 | AS Marsa | Cairo International Stadium, El Cairo, Egipto |  |
|                     | Koma 40' · Anwar 66' |     |          |                                               |  |

### Final
| 19 de marzo de 1995 | Al-Ahly     | 1-0 | Al-Shabab | Cairo International Stadium, El Cairo, Egipto |  |
|                     | Aboagye 13' |     |           |                                               |  |

## Campeón
| Recopa Árabe 1994      |
| ---------------------- |
| Bandera de Egipto      |
| Al-Ahly SC 1.er título |